# Alan Kulwicki

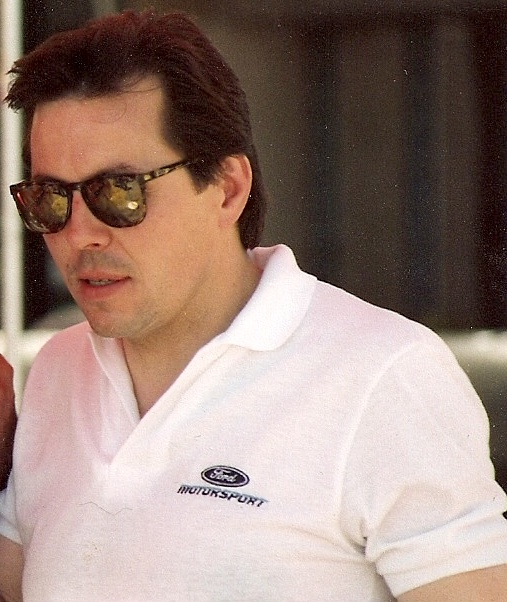
Alan Kulwicki fotografiado en 1991.

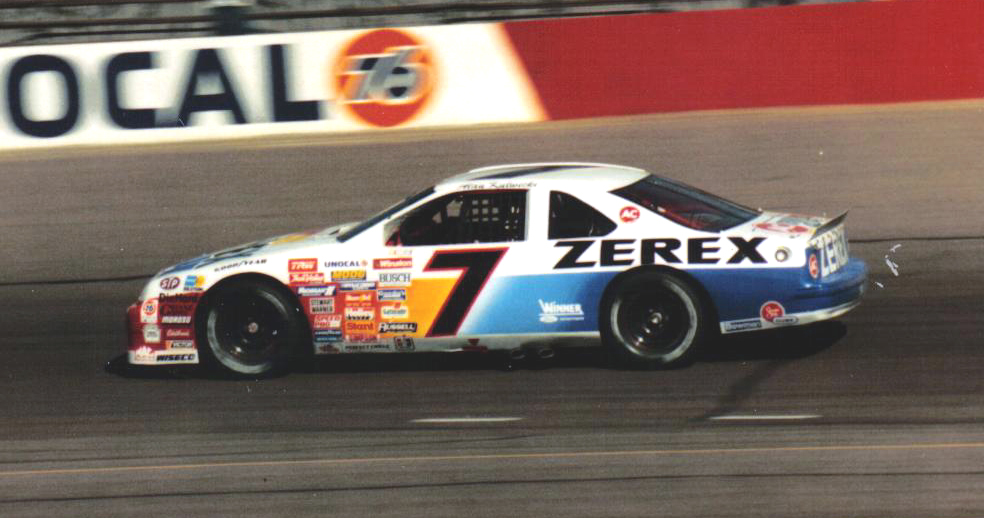
Ford Thunderbird número 7 de Alan Kulwicki en la Copa NASCAR 1989.

Alan Dennis Kulwicki, más conocido como Alan Kulwicki (Greenfield, Wisconsin, 14 de diciembre de 1954-Blountville, Tennessee, 1 de abril de 1993), fue un piloto de automovilismo de velocidad estadounidense, que se destacó en los stock cars.

## Carrera
Kulwicki comenzó su carrera a los trece años como corredor de karting. Luego corrió en varias pistas cortas de tierra de Wisconsin, y en la ASA.
Participó en la NASCAR Busch Series corriendo cuatro carreras en 1984 y dos en 1985, logrando 2 top 5. Debutó en 1985 en la Copa NASCAR, y al año siguiente se convirtió en piloto regular de la categoría. Resultó campeón en 1992, octavo en 1990 y fue premiado como Novato del Año en 1986. En total, cosechó 5 victorias y 38 top 5 en la categoría. 
Durante toda su carrera corrió para la marca Ford, y en casi toda su trayectoria compitió con su equipo propio.
Kulwicki fue el que creó la vuelta polaca, que es un festejo que empleó en sus victorias, que era una vez terminada la carrera, daba una vuelta con su auto pero al sentido invertido del circuito. Actualmente es usado por varios pilotos de NASCAR como festejo de victoria.

## Muerte

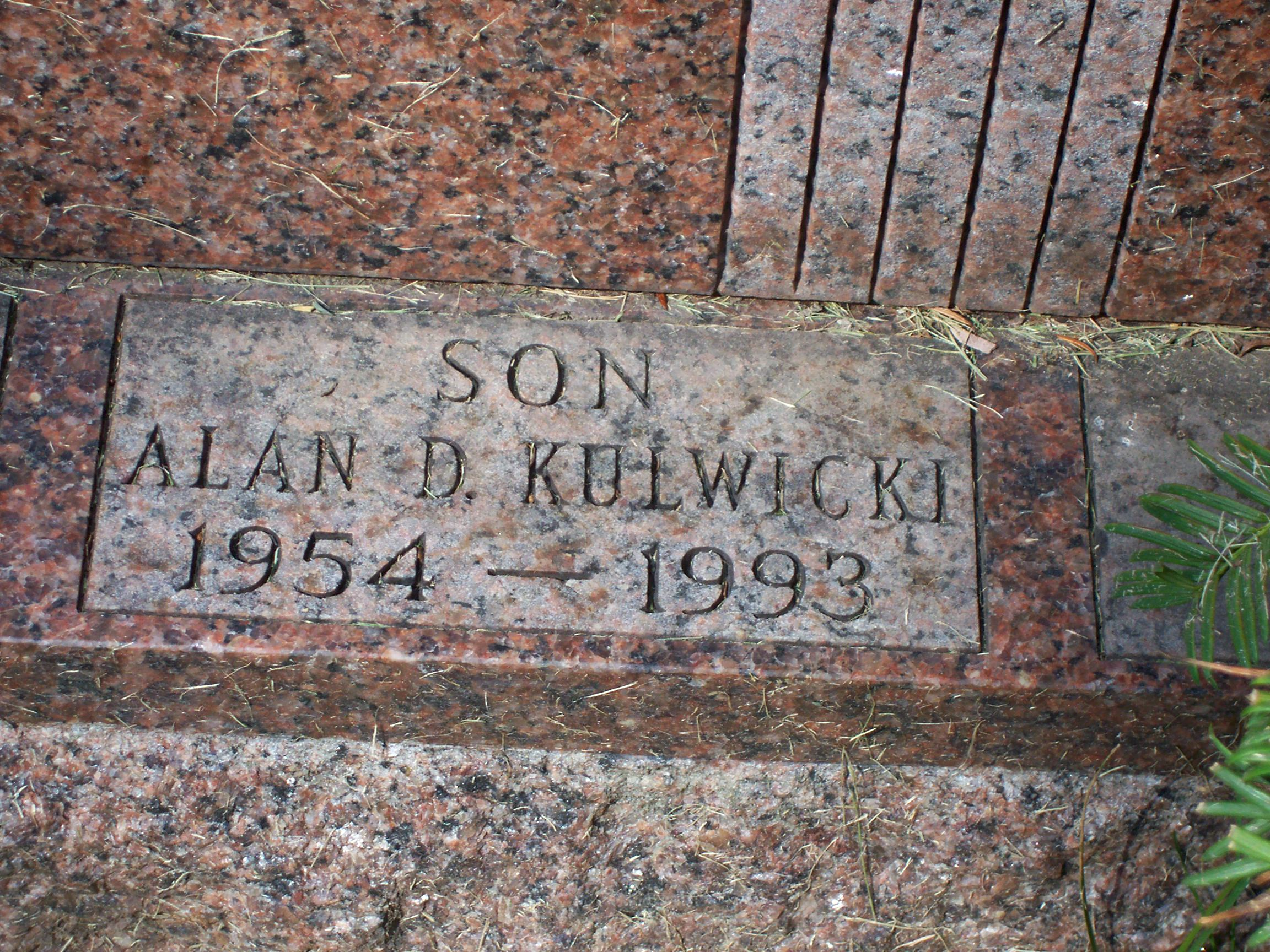
Lápida en el cementerio de San Adalberto

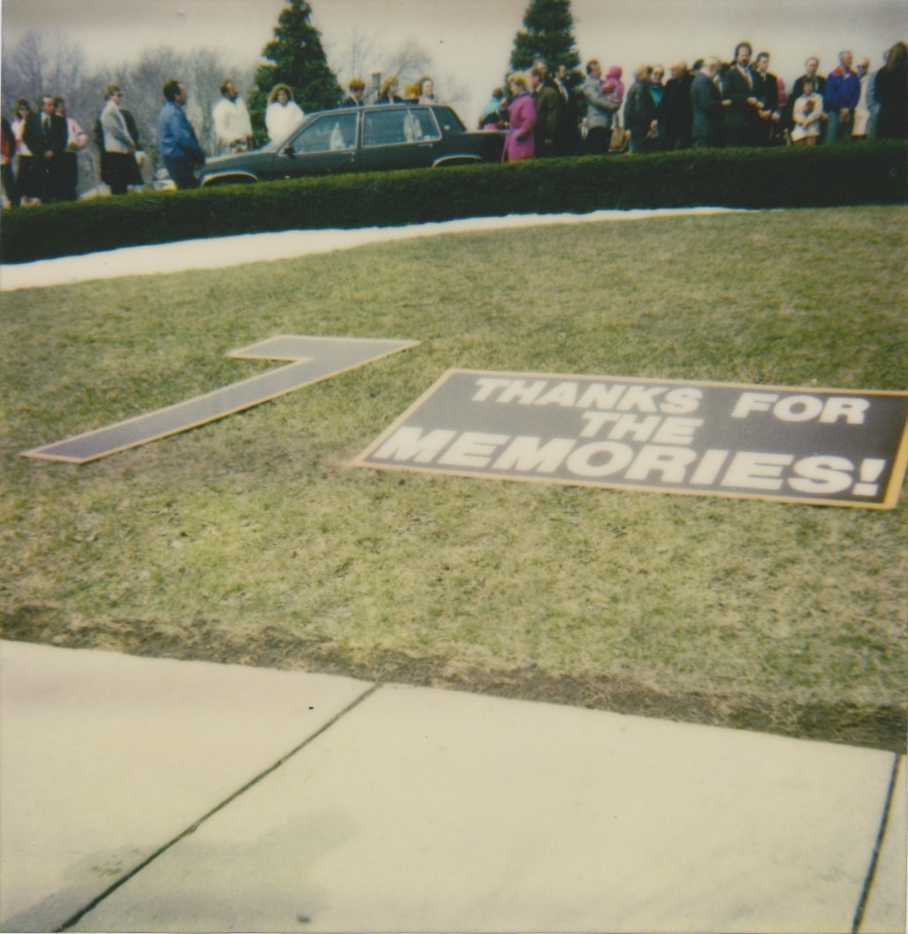
Servicio funerario

Kulwicki murió en un accidente aéreo el jueves 1 de abril de 1993.Estaba regresando de una aparición en los Hooters de Knoxville en Kingston Pike, en un avión corporativo de Hooters en un vuelo corto a través de Tennessee antes de la carrera de primavera del domingo en Bristol. El avión disminuyó la velocidad y se estrelló justo antes de la aproximación final en el Aeropuerto Regional Tri-Cities en un campo junto a la Interestatal 81 cerca de Blountville.La Junta Nacional de Seguridad en el Transporte atribuyó el accidente a que el piloto no utilizó el sistema antihielo del avión para limpiar el hielo del sistema de entrada del motor.
Kulwicki fue enterrado en el cementerio de la Cementerio de San Adalberto en Milwaukee; al funeral asistieron el presidente de NASCAR, Bill France Jr., y numerosos conductores.El coche de carreras de Kulwicki fue sacado de la pista lluviosa ese viernes por la mañana, mientras otros equipos y los medios de comunicación lo observaban viajar lentamente alrededor de la pista con una corona negra en su parrilla.Cuando el transportador pasó la línea de salida/llegada, el banderillero ondeó una bandera a cuadros.En 2008, Kyle Petty describió las vueltas lentas como "la cosa más triste que he visto en una pista de carreras... Simplemente nos sentamos y lloramos". Kulwicki había competido en cinco carreras de NASCAR esa temporada con dos resultados entre los 5 primeros, y ocupaba el noveno lugar en puntos al momento de su muerte.En su carrera, ganó cinco carreras de la Copa Winston de NASCAR, 24 posiciones de privilegio, 75 resultados entre los 10 primeros y un campeonato en 207 carreras.
Su coche fue conducido por el especialista en circuitos, Tommy Kendall, y por Jimmy Hensley en las otras pistas.Se corrió durante la mayor parte de la temporada de 1993 hasta que el equipo fue vendido a Geoff Bodine, quien lo operó como Geoff Bodine Racing.
Kulwicki había sido seleccionado para competir en la Carrera Internacional de Campeones (IROC) de 1993 como el actual campeón de la Copa Winston. Compitió en dos carreras IROC antes de su muerte, terminando noveno en Daytona y undécimo en Darlington. Dale Earnhardt corrió para Kulwicki en las últimas dos carreras de IROC, y el dinero del premio por esas carreras y su quinto puesto en la clasificación de puntos combinados se entregó a la Winston Cup Racing Wives Auxiliary.